# Élections législatives luxembourgeoises de 1851
Les élections législatives de 1851 ont eu lieu au scrutin indirect le 10 juin 1851 afin de renouveler vingt-six des cinquante-et-un membres de la Chambre des députés. 

## Composition de la Chambre des députés
| Circonscription  | Sièges | Députés                       |
| ---------------- | ------ | ----------------------------- |
| Esch-sur-Alzette | 5      | Auguste Collart               |
| Esch-sur-Alzette | 5      | François-Louis-Guillaume Gras |
| Esch-sur-Alzette | 5      | François Muller               |
| Esch-sur-Alzette | 5      | Clément Hemmer                |
| Esch-sur-Alzette | 5      | Victor de Tornaco             |
| Grevenmacher     | 4      | Auguste Metz                  |
| Grevenmacher     | 4      | Joseph Heinen                 |
| Grevenmacher     | 4      | Joseph Ritter                 |
| Grevenmacher     | 4      | Antoine Pütz                  |
| Luxembourg       | 5      | Joseph Paquet                 |
| Luxembourg       | 5      | Théodore Eberhard             |
| Luxembourg       | 5      | Augustin Lampach              |
| Luxembourg       | 5      | Dominique Stiff               |
| Luxembourg       | 5      | Mathias Hertert               |
| Mersch           | 4      | Michel Clement (lb)           |
| Mersch           | 4      | Henri Witry                   |
| Mersch           | 4      | Jean-Pierre Hoffmann          |
| Mersch           | 4      | Jean-Pierre Heuardt           |
| Redange          | 4      | Nicolas Schroeder             |
| Redange          | 4      | Rénilde-Guillaume Jacques     |
| Redange          | 4      | Jacques-Alexandre Brassel     |
| Redange          | 4      | Dominique Peckels             |
| Wiltz            | 4      | Jean-Charles Mathieu          |
| Wiltz            | 4      | Jean-Baptiste Krack           |
| Wiltz            | 4      | Henri Greisch                 |
| Wiltz            | 4      | Jacques Bernard               |